# Kinyongia tavetana
Kinyongia tavetana — вид ігуаноподібних ящірок родини хамелеонових (Chamaeleonidae). Мешкає в Танзанії і Кенії.

## Поширення і екологія
Kinyongia tavetana мешкають на схилах гір Кіліманджаро і Меру та в горах Паре на півночі Танзанії, а також в горах Ч'юлу і Квезі на півдні Кенії. Вони живуть у вологих гірських тропічних лісах, трапляються на узліссях. Зустрічаються на висоті до 2200 м над рівнем моря.

## Збереження
МСОП класифікує стан збереження цього виду як близький до загрозливого. Kinyongia tavetana загрожує знищення природного середовища.